# Валдеки
Валдеките (на немски: Haus Waldeck) са стар вестфалски владетелски род, чийто родоначалник е графът на Шваленберг Видекинд I (1125—1136/1137).
Граф Фридрих Антон Улрих от Валдек и Пирмонт е издигнат за наследствен княз на 6 януари 1712 г.

## Генеалогическа схема на фамилията
- Графове Шваленберг Стара линия
  - Графове Валдек и Шваленберг (сл. 1144—ок.1214)
    - Графове Валдек (ок.1214—1397)
      - Графове Валдек-Ландау Стара линия (1397—1495)
      - Графове Валдек-Валдек (1397—1475)
        - Графове Валдек-Вилдунген Стара линия (1475—1585)
        - Графове Валдек-Айзенберг (1475—1682), имперски князe Валдек-Пирмонт (1682—1692)
          - Графове Валдек-Ландау Млада линия (1539—1597)Памeтник на Емма фон Валдек-Пирмонт (1858–1934), кралица на Нидерландия
          - Графове Валдек-Вилдунген Млада линия (1607—1712), имперски князe Валдек-Пирмонт (1712—1918)
            - Графове Валдек-Ландау Трета линия (1637—1668)

    - Графове Шваленберг Млада линия (ок.1214—1350)
      - Графове Щернберг (ок.1255—ок.1402)

  - Графове Пирмонт (1148—1494)